# Velká Skrovnice
Velká Skrovnice – miejscowość i gmina (obec) w Czechach, w kraju pardubickim, w powiecie Uście nad Orlicą. W 2022 roku liczyła 284 mieszkańców.